# Rita Pedrali
Rita Pedrali (2 dicembre 1953) è un'ex calciatrice italiana di ruolo difensore.
Ha giocato in Serie A e vinto lo scudetto con il Milan e la Jolly Catania.

## Palmarès
- Campionato italiano: 2

Milan: 1975
Jolly Catania: 1978